# Александровська (Кабардино-Балкарія)
Александровська (рос. Александровская) — станиця у Майському районі Кабардино-Балкарії Російської Федерації.
Орган місцевого самоврядування — сільське поселення станиця Александровська. Населення становить 3701 особа.

## Історія
Згідно із законом від 27 лютого 2005 року органом місцевого самоврядування є сільське поселення станиця Александровська.

## Населення
| 1926  | 1970  | 1989  | 2002  | 2010  | 2012  | 2013  |
| ----- | ----- | ----- | ----- | ----- | ----- | ----- |
| 2679  | ↗3964 | ↘3688 | ↗3897 | ↘3701 | ↗3715 | ↘3682 |
| 2014  | 2015  | 2016  | 2017  | 2018  | 2019  | 2020  |
| ↘3664 | ↗3715 | ↘3705 | ↗3740 | ↘3696 | ↘3649 | ↘3605 |